# Gymnichskreuz (Nörvenich)

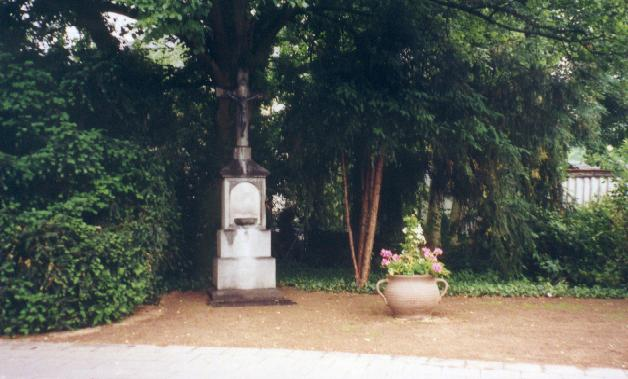
Das Wegekreuz

Das denkmalgeschützte Gymnichskreuz steht in der Bahnhofstraße in Nörvenich, Kreis Düren, Nordrhein-Westfalen.
In der Bahnhofstraße, etwa schräg gegenüber dem Rathaus, steht ein Kreuz, das im Jahre 1911 von den Geschwistern Gymnich errichtet wurde. Es trägt auf der Vorderseite den Satz Mein Jesus Barmherzigkeit, auf der Rückseite ist eingemeißelt Gewidmet von Geschwister Gymnich 1911.
Das Kreuz steht am damaligen Ortseingang. Erst ein Jahr zuvor war das „Bürgermeisteramt“ gebaut worden, das damit das erste Haus im Dorf wurde. Vorher war das der Gymnichshof, das Anwesen der Stifter, welches heute der Familie von Laufenberg gehört.
Am Standort des Kreuzes führte bis etwa Mitte des 19. Jahrhunderts das Golzheimer Pfädchen ins Dorf. Das war ein schmaler Feldweg, der quer durch die Gemarkung von Golzheim nach Nörvenich zur Getreidemühle führte. Seit vielen Jahrhunderten waren die Bauern von Golzheim verpflichtet, ihr Getreide in der kurfürstlichen Mühle in Nörvenich mahlen zu lassen. Das Golzheimer Pfädchen war die kürzeste Verbindung zur Zwangsmühle.
Bis zur Mitte des 20. Jahrhunderts ging die Fronleichnamsprozession alle zwei Jahre nach Oberbolheim. Dann wurde am Gymnichskreuz an dem von der Familie von Laufenberg errichteten und geschmückten Altar der Segen erteilt.
Koordinaten: 50° 48′ 33,3″ N, 6° 38′ 33,7″ O